# Naděje (spolek)
Naděje je charitativní organizace, která vyvíjí svou činnost od roku 1990. Posláním organizace je praktické uplatňování evangelia v životě a jeho šíření. Cílem je vybudování a provozování sítě služeb lidem v nouzi na křesťanských principech. Ve svých zařízeních i mimo ně poskytuje Naděje pomoc duchovní, morální, sociální, zdravotní, lékařskou, hygienickou, stravovací, ubytovací, hmotnou, právní, poradenskou, osvětovou, vzdělávací, výchovnou apod., včetně doplňkových služeb. Své služby zaměřuje zejména na lidi osamělé, zdravotně postižené, společensky vyloučené nebo jinak znevýhodněné. Ve svých zařízeních i mimo ně Naděje vyvíjí misijní činnost ve všech formách.
Naděje jako spolek je založena podle zákona č. 83/1990 Sb. o sdružování občanů. Registrována je 21. 8. 1990 u Ministerstva vnitra pod číslem VSP/1-2274/90-R. Podle Stanov je Naděje nepolitická a mezikonfesní s celostátní působností.
Nejvyšším orgánem je Valná hromada, která se podle Stanov Naděje schází podle potřeby, nejméně jednou za dva roky. Valná hromada kromě jiného volí předsednictvo. Předsednictvo je nejvyšším výkonným orgánem.
Veřejně prospěšné služby jsou poskytovány v pobočkách. Uplatňována je dobrovolná práce pravidelná i příležitostná a práce v pracovním poměru. Spolková činnost je výhradně dobrovolná a neformální.

## Vznik Naděje
Naděje vznikla spontánně, bez předchozího plánování. Na začátku to byla práce bez peněz na provoz, podávání jídla na nádražích rumunským uprchlíkům. První období, od srpna 1990 do dubna 1991, se vyznačovalo výhradně dobrovolnou prací nejprve v Praze při první pomoci (ubytování a stravování), později v uprchlických táborech v Jablonečku u Mimoně a v Bělé pod Bezdězem, posléze opět v Praze při přípravě vlastních středisek.
Vznik Naděje a její rozvoj je spojen s osobností Vlastimily Hradecké. Svým nesmírným úsilím a vytrvalostí realizovala vizi, která dostala symbolické jméno Naděje. S předstihem několika let pochopila budoucí vývoj společnosti a potřeby lidí, kteří se dostávají na její okraj. Sama těžce zdravotně postižená se dovedla vžít do trápení a nouze ubožáků a naslouchat jim. Od rozdělané práce pro druhé odešla 11. března 1997.
Z počátečního nadšení několika jednotlivců vyrostla organizace, která dnes působí na celém území ČR. Od počáteční pomoci uprchlíkům se programy pomoci postupně rozšiřovaly na další skupiny potřebných lidí, od lidí bez domova, přes staré a opuštěné lidi, handicapované děti a mládež, opuštěné děti, až po národnostní menšiny a propuštěné vězně.

## Pobočky
Organizace má v České republice 22 poboček:
Brno,
Česká Třebová,
Jablonec nad Nisou,
Kadaň,
Klášterec nad Ohří,
Liberec,
Litoměřice,
Litomyšl,
Lovosice,
Mladá Boleslav,
Nedašov,
Otrokovice,
Písek,
Plzeň,
Praha,
Roudnice nad Labem,
Štětí,
Uherské Hradiště,
Vizovice,
Vsetín,
Vysoké Mýto,
Zlín.